# 正东路街道
正东路街道，是中华人民共和国江苏省鎮江市京口区下辖的一个乡镇级行政单位。

## 行政区划
正东路街道下辖以下地区：
贺家弄社区、棒棰营社区、酒海街社区、江科大社区、京岘山社区、宝塔山社区、恒美嘉园社区和京口路社区。